# Eglė Šulčiūtė
Eglė Šulčiūtė primo voto Staknevičienė, secundo voto Gecevičienė (ur. 31 sierpnia 1985 w Mariampolu) – litewska koszykarka, występująca na pozycji środkowej, reprezentantka kraju.

## Osiągnięcia
Na podstawie, o ile nie zaznaczono inaczej..

### Drużynowe
- Mistrzyni:
  - Ligi Bałtyckiej (2001–2003, 2005–2007)
  - Hiszpanii (2013)[3]
  - Litwy (2001–2003, 2005–2007, 2015)
- Wicemistrzyni Turcji (2012)
- Brązowa medalistka mistrzostw Polski (2016)
- Zdobywczyni:
  - Pucharu Włoch (2009)[4]
  - Superpucharu Hiszpanii (2012)[3]
- Finalistka pucharu:
  - Hiszpanii (2013)[3]
  - Polski (2016)
- Uczestniczka międzynarodowych rozgrywek:
  - Euroligi (2001–2003, 2004–2008, 2011–2013)
  - Eurocup (2014/2015, 2017/2018)

### Indywidualne
(* – nagrody przyznane przez portal eurobasket.com)
- Zaliczona do składu honorable mention ligi*:
  - włoskiej (2017, 2020)[5][6]
  - hiszpańskiej (2011)[7]

### Reprezentacja
Seniorska
- Uczestniczka:
  - mistrzostw:
    - świata (2002 – 11. miejsce, 2006 – 6. miejsce)
    - Europy (2005 – 4. miejsce, 2007 – 6. miejsce, 2009 – 11. miejsce, 2011 – 7. miejsce)

  - kwalifikacji do mistrzostw Europy (2005, 2009, 2011, 2013, 2015, 2017)

Młodzieżowe
- Brązowa medalistka mistrzostw Europy U–20 dywizji B (2005)
- Uczestniczka:
  - mistrzostw:
    - świata U–19 (2001 – 8. miejsce)
    - Europy U–18 (2000 – 4. miejsce)

  - kwalifikacji do mistrzostw Europy:
    - U–20 (2002)
    - U–18 (2000)
    - U–16 (1999, 2001)